# エルマン・ゾータンベール
エルマン・ゾータンベール（Hermann Zotenberg、1834年1月26日 - 1909年7月2日）は、フランスのアラブ学者。

## 経歴
彼はパリのフランス国立図書館で働いた。